# Ahmed Durani
Ahmed Durani, afganistanski general, * 1723, Multan, † 1773, Kandahar, Afganistan. Bil je ustanovitelj Durranijskega imperija in se pogosto šteje za ustanovitelja sodobnega Afganistana.
Med svojo vladavino se je Ahmed Šah boril v več kot petnajstih velikih vojaških akcijah. Devet jih je bilo s središčem v Indiji, trije v Horasanu in trije v afganistanskem Turkestanu. Briljantnega vojskovodjo in taktika, Ahmeda Šaha običajno primerjajo z vladarji, kot so Mahmud iz Gaznija, Babur in tudi Nader Šah. Imenovan je bil tudi kot največji general Azije svojega časa.